# Евелін Брошу
Евелін Брошу (фр. Évelyne Brochu, нар. 17 листопада 1983, Монреаль, Квебек, Канада) — канадська кіно-, теле- і театральна акторка. У 2013 році стала відомою за англомовну роль французької вченої Дельфіни Корм'є у серіалі Чорна сирітка.

## Раннє життя
Брошу виросла у Пуант-Клері, передмісті Монреаля, Канада. Її рідна мова — французька, але вона говорить англійською з раннього віку. В дитинстві вона мала англомовних друзів і вчила англійську мову у «Jean ХХІІІ» у Дорвалі, Квебек. Евелін вивчала драму в Cégep de Saint-Laurent. У 2005 році Брошу закінчила Conservatoire d'art dramatique в Монреалі.
Евелін каже, що поворотний момент у вивченні англійської мови настав, коли вона стала активним глядачем серіалу Принц з Беверлі-Гіллз в дитинстві. Батько акторки покинув сім'ю, коли їй було півтора року. Коли він знову одружився, у Евелін з'явилась зведена сестра. Брошу каже, що має добрі стосунки з мачухою[джерело?]. Її мати — вчитель гри на віолончелі, а батько працював таксистом[джерело?].
Евелін збила вантажівка, коли вона каталася на велосипеді. Лікарі заборонили їй бігати і танцювати, щоб зберегти коліно у добрій формі. Тоді вона зайнялася йогою і акторським ремеслом.

## Кар'єра

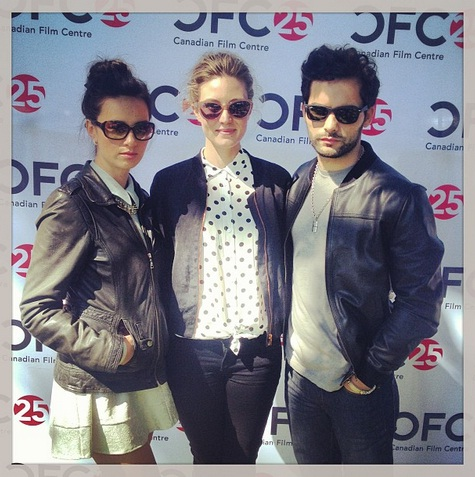
Брошу у 2013 році (у центрі)

Деякі з її найвідоміших франкомовних ролей включають: Хлоя в Дюймовий Аллах, Роза у Кафе де Флор, Сара у Том на фермі і Стефані у Політехніка.
У 2013 році вона стала відомою за англомовну роль французької вченої Дельфіни Корм'є у серіалі Чорна сирітка.
Брошу нещодавно завершила грати Аврору Люфт у шпигунському трилері X Company.
Евелін має успішну кар'єру співачки. Вона випустила дует з Феліксом Діотте під назвою 'C'est l'été, c'est l'été, c'est l'été [Архівовано 12 лютого 2017 у Wayback Machine.]', а також сингл 'Quoi [Архівовано 17 серпня 2017 у Wayback Machine.]'.

## Особисте життя
Раніше Евелін зустрічалася з канадським актором Франсуа Арно, проте в травні 2014 року в інтерв'ю вона заявила, що вони більше не разом. Її кузина — Xarah Dion, франко-канадська співачка.

В лютому 2015 року Брошу заявила в інтерв'ю, що вона феміністка і що вона старалася з усіх сил, граючи Аврору Люфт в X Company:
Був момент в епізоді 2, коли я була з [ко-зіркою Дастіном Мілліганом], коли я повинна була віддавати йому накази, а я не хотіла цього робити, і він не хотів, щоб я робила це, і моїм першим інстинктом, як жінки, було загладити це. Але режисер сказав: «Ні, ви сержант. Ви маєте віддавати накази. У вас є повноваження». Я феміністка з 2015.
Вона живе в Монреалі, Квебек.
Брошу вільно володіє англійською і французькою мовами, а також добре розмовляє іспанською. Вона вміє виконувати сучасні танці і займається йогою. Евелін грає на барабанах, гітарі та фортепіано, а також співає меццо-сопрано і альта.

## Фільмографія
| Рік       |    | Українська назва    | Оригінальна назва                   | Роль               |
| --------- | -- | ------------------- | ----------------------------------- | ------------------ |
| 2006      | ф  | Коло підозрюваних   | Cheech                              | Фармацевт          |
| 2008      | кф | Батьківська розмова | Dire sur mon père                   | Габріела Тремблей  |
| 2008—2012 | с  | Обіцянка            | La Promesse                         | Mélanie Gauthier   |
| 2009      | с  | Визнати             | Aveux                               | Джуліан Лапланте   |
| 2009      | ф  | Політехніка         | Polytechnique                       | Стефані            |
| 2009      | ф  | Володар вимірів     | Grande ourse - La clé des possibles | Jézabel Garneau    |
| 2010      | с  | Мірадор             | Mirador                             | Mylène Émard       |
| 2011      | ф  | Thrill of the Hills | Frisson des collines                | Hélène Paradis     |
| 2011      | ф  | Кафе де Флор        | Café de Flore                       | Роза               |
| 2012      | кф | Апартаменти         | L'Appartement                       |                    |
| 2012      | ф  | Дюймовий Аллах      | Inch'Allah                          | Хлоя               |
| 2012      | кф |                     | La Trappe                           |                    |
| 2013      | кф | Світ Евеліни        | Evelyne's World                     | Евеліна            |
| 2013      | кф |                     | UNTTLD Sun                          |                    |
| 2013      | ф  | Том на фермі        | Tom à la ferme                      | Сара               |
| 2013      | кф |                     | Quelqu'un d'extraordinaire          |                    |
| 2013—2017 | с  | Чорна сирітка       | Orphan Black                        | Дельфіна Корм'є    |
| 2014      | с  | Хрещена мати        | La Marraine                         | Кетрін/Валерія     |
| 2014      | кф |                     | UNTTLD Soul                         |                    |
| 2014      | кф | Гніздо              | The Nest                            | Селестіна          |
| 2014      | ф  | Ігри чемпіонів      | Pawn Sacrifice                      | Донна              |
| 2015      | ф  | Вовки               | Les Loups                           | Елі                |
| 2015—2017 | с  | Компанія Х          | X Company                           | Аврора Люфт        |
| 2016      | ф  |                     | Miséricorde                         | Мері Енн           |
| 2016      | ф  | Минуле перед нами   | Le Passé Devant Nous                | Аліса              |
| 2017      | ф  | Згадати заново      | Rememory                            | Венді              |
| 2017      | с  |                     | Trop                                | Marie-Andrée Labbé |

## Ролі у театрі
| Рік  | Назва                     | Роль         | Театр                       |
| ---- | ------------------------- | ------------ | --------------------------- |
| 2006 | Дядечків сон              | Farpoukhina  | Dubunker                    |
| 2007 | Арабська Ніч              | Ваніна       | Théâtre de Quat'Sous        |
| 2007 | Святе сімейство           | Мілен        | Театр Бомонт-Сен-Мішель     |
| 2008 | Лев узимку                | Алікс        | Компанія Jean Duceppe       |
| 2009 | Прокинься і співай!       | Хенні        | Théâtre de l'Opsis          |
| 2009 | Кімната(-ти)              | Евелін Брошу | Théâtre de Quat'Sous        |
| 2011 | Том на фермі              | Сара         | Théâtre d'Aujourd'Hui       |
| 2014 | Comment s'occuper de bébé | Донна        | Театр ла Лікорн             |
| 2018 | Ідіот                     |              | Le Théâtre du Nouveau Monde |

## Нагороди та номінації
| Рік  | Нагорода                          | Категорія                                | Робота            | Результат |
| ---- | --------------------------------- | ---------------------------------------- | ----------------- | --------- |
| 2010 | Жемо                              | Краща акторка другого плану              | Визнати           | Номінація |
| 2012 | Жемо                              | Краща акторка                            | Обіцянка          | Перемога  |
| 2013 | Canadian Screen Award             | Краща акторська гра у головній ролі      | Дюймовий Аллах    | Номінація |
| 2014 | Canadian Screen Award             | Краща акторська гра у ролі другого плану | Том на фермі      | Номінація |
| 2014 | Жемо                              | Краща акторська гра у ролі другого плану | Хрещена мати      | Номінація |
| 2015 | Ірис                              | Краща акторська гра у ролі другого плану | Том на фермі      | Номінація |
| 2017 | Міжнародний кінофестиваль Тібурон | Краща акторка                            | Минуле перед нами | Перемога  |
| 2017 | Кінофестиваль Гамільтон           | Краща акторка                            | Минуле перед нами | Перемога  |